# Genua (cràter)
Genua és un cràter sobre la superfície de (21) Lutècia, situat amb el sistema de coordenades planetocèntriques a 12 ° de latitud nord i 118 ° de longitud est. Fa un diàmetre de 1.8 km. El nom va ser fet oficial per la UAI el cinc d'abril de 2011 i fa referència a Genua, una ciutat de l'època de Lutècia.